# Ley antitabaco en Uruguay
Ley antitabaco en Uruguay es una ley que regula y restringe el consumo, venta y publicidad de productos hechos con tabaco en el Uruguay, es la Ley N° 18.256 vigente desde el 10 de marzo de 2008.
En 2006 Uruguay se convirtió en el primer país latinoamericano en prohibir fumar en espacios públicos cerrados.
El mismo año introdujo las primeras advertencias sanitarias gráficas, que han ido cambiando a imágenes más explícitas y de mayor tamaño.
Se establece que la edad mínima para el consumo del tabaco es de 18 años. Se prohíbe el consumo de tabaco en espacios públicos cerrados, como: oficinas públicas, centros dedicados a la salud, a la educación, restaurantes, entre otros; los uruguayos solo pueden fumar en lugares abiertos o en sus casas y no pueden ser comercializados cigarrillos electrónicos.
Algunas de las medidas tomadas por el gobierno son la prohibición de vender distintos tipos de presentaciones de una misma marca de cigarrillos,la exigencia de la difusión de imágenes de advertencia sobre el riesgo de fumar, imponiendo que las mismas ocuparan el 80 % de la caja de cigarrillos, impuestos y la prohibición de la publicidad de cigarrillos en los medios de comunicación, así como del patrocinio que hacen las marcas de tabaco en cualquier tipo de eventos.

## Contexto
El 19 de junio de 2003, cuando el presidente uruguayo era Jorge Batlle, la Asamblea General de Uruguay aprobó el convenio marco para el control del tabaco, convenio mediante el cual se alineó a las políticas recomendadas por la Organización Mundial de la Salud (OMS). El convenio se ratificó el 9 de agosto de 2004 y entró en vigor el 27 de febrero de 2005, luego de la sanción del parlamento uruguayo.
El 1° de marzo de 2005, promovió una serie de medidas para combatir el consumo del cigarrillo, cuyas enfermedades asociadas constituían una de las mayores causas de mortalidad en ese país. Estas enfermedades suponían, en el 2005, la muerte de cinco mil personas por año a nivel nacional. El consumo de tabaco afectababa a uno de cada cuatro uruguayos en 2006.
La metodología empleada por el estado uruguayo para modificar esta situación consistió en una serie de decretos presidenciales, resoluciones y ordenanzas ministeriales, leyes, campañas de difusión públicas y modificaciones impositivas, que tenían por objeto la reducción del consumo de cigarrillos en la sociedad uruguaya.

## Campaña
El Estado aplicó la Ley N° 18.256, aprobada en marzo de 2008, que incluye los seis ejes estratégicos de la política antitabaco.
El Ministerio de Salud Pública de Uruguay realizó la campaña "Uruguay Libre de Humo de Tabaco", aplicada paulatinamente. El 31 de mayo de 2006, la Organización Panamericana de la Salud (OPS) y OMS premiaron a Tabaré Vázquez con su mayor galardón, el Premio del director general de la OMS, por su contribución a reducir el consumo de tabaco y por su accionar a favor de la salud y en contra del tabaquismo. El 6 de marzo de 2009 la XIV Conferencia Mundial de Salud y Tabaco distinguió a Uruguay en la India por dicha campaña.

## Reglamentaciones

Pictograma utilizado cuando la prohibición de fumar está en orden

Parte de las reglamentaciones complementarias en Uruguay fueron: la Ordenanza del Ministerio de Salud Pública de Uruguay N° 466/09 establece que en las cajas de cigarrillos se deben usar seis imágenes definidas con sus correspondientes leyendas y que estas deben ocupar el 80 % del envase. En las caras laterales debe estar impresa la leyenda «Este producto contiene nicotina, alquitrán y monóxido de carbono». La empresa afirmó que este aumento del tamaño de las advertencias le impedía mostrar sus marcas legalmente protegidas, al tiempo que el uso de pictogramas con imágenes chocantes y repulsivas como la de un bebé grotescamente desfigurado no representaban fielmente los efectos del cigarrillo.
El 31 de mayo de 2005 se promulgaron una serie de decretos que endurecieron la política respecto al tabaco, modificando las normativas vigentes en lo que refiere a consumo, comercialización, publicidad y esponsorización de sus productos.
El Decreto N° 164/005 establece nuevas tasas del Impuesto Específico Interno (IMESI) aplicables a la comercialización de cigarrillos, cigarros de hoja y tabacos, lo que redunda en un importante aumento del precio de estos productos para el consumidor final.
El Decreto N° 169/005 prohibió la difusión durante el horario de protección al menor de publicidad de productos o marcas de cigarrillos, tabacos y afines en canales de televisión abierta, cerrada, por cable o codificada.
Por su parte, el Decreto N° 170/005 prohibió el patrocinio de productos derivados del tabaco en todas las actividades relacionadas con la práctica del deporte y en particular en escenarios deportivos.
Finalmente, el Decreto N° 168/005 estableció restricciones a las características que deben tener las áreas de fumadores en restaurantes, bares y lugares de esparcimiento.
La Resolución Ministerial N° 514/09 dispuso que cada compañía solo puede vender una variedad de cigarrillos. La empresa afirmó que estas regulaciones la obligaron a retirar del mercado siete de las doce variedades que vendía en Uruguay. 
Por último las tabacaleras e importadoras dispusieron de un plazo para aumentar de un 50 a un 80 por ciento las imágenes y pictogramas que se incluyen en las cajillas de cigarrillos y envases de tabaco referidos a los efectos nocivos de su consumo. El Decreto N° 287/09, daba plazo hasta el 22 de diciembre de 2009 para que la imagen de advertencia ocupara el 80 % de la superficie del envase.

## Ampliación

Pictograma utilizado prohibir cigarrillos electrónicos

En Uruguay la importación, registro, venta y publicidad de todas las formas de cigarrillos electrónicos está prohibida por el Decreto N° 534/009 de 23 de noviembre de 2009 en consonancia con lo que promueve el Convenio Marco de la OMS para el Control de Tabaco, del cual Uruguay es país firmante.
A partir de 2017 los cigarrillos en Uruguay se deberían haber cambiado a empaquetado neutro. Sin embargo la medida se encuentra en suspenso por otro litigio solicitado por las empresas British American Tobacco y Tabacos Monte Paz dos compañías que operan en Uruguay y lograron una medida temporal sobre el decreto de empaquetado neutro.
En 2023 se amplia el tema, aprobando por unanimidad en Cámara de Senadores un proyecto que prohíbe arrojar colillas de cigarrillos en espacios públicos.
El consumo de tabaco descendió sostenidamente en Uruguay variando en: 35% en 2005, 22,2% en 2014 y 20,4% en 2018.

La presente ley es de orden público y su objeto es proteger a los habitantes del país de las devastadoras consecuencias sanitarias,
sociales, ambientales y económicas del consumo de tabaco y de la exposición al humo de tabaco.
Ley N° 18.256.

En 2024 se realiza para informar la campaña: Los colores del daño.